# بولمان (فنادق)
فنادق ومنتجعات بولمان هي علامة تجارية فندقية عالمية راقية مملوكة لشركة فنادق أكور. تمتلك بولمان أكثر من 117 فندقًا ومنتجعًا في 39 دولة في أوروبا وأفريقيا والشرق الأوسط وآسيا والمحيط الهادئ وأستراليا وأمريكا اللاتينية.

## وصلات خارجية
- موقع فنادق بولمان